# Alta Vista (San Diego)
Pour les articles homonymes, voir Alta Vista.
Alta Vista est un quartier de San Diego, en Californie, aux États-Unis.